# VV Возничего
VV Возничего (лат. VV Aurigae) — одиночная переменная звезда в созвездии Возничего на расстоянии (вычисленном из значения параллакса) приблизительно 3626 световых лет (около 1112 парсеков) от Солнца. Видимая звёздная величина звезды — от менее +15m до +12,2m.

## Характеристики
VV Возничего — красная пульсирующая переменная звезда, мирида (M) спектрального класса M8e. Эффективная температура — около 3281 К.